# 20794 Райанолсон
20794 Райанолсон (20794 Ryanolson) — астероїд головного поясу, відкритий 27 вересня 2000 року.
Тіссеранів параметр щодо Юпітера — 3,570.